# Hydroscapha redfordi
Hydroscapha redfordi is een keversoort uit de familie Hydroscaphidae. De wetenschappelijke naam van de soort werd voor het eerst geldig gepubliceerd in 2010 door Maier, Ivie, Johnson en Maddison.